# Tatiana Providójina
Tatiana Providójina (Leningrado, actual San Petersburgo, 26 de marzo de 1953) es una atleta soviética retirada, especializada en la prueba de 800 m en la que llegó a ser medallista de bronce olímpica en 1980.

## Carrera deportiva
En los JJ. OO. de Moscú 1980 ganó la medalla de bronce en los 800 metros, llegando a la meta tras sus compatriotas las también soviéticas Nadezhda Olizarenko que batió el récord del mundo, y Olga Minéyeva.